# Schwanzstück

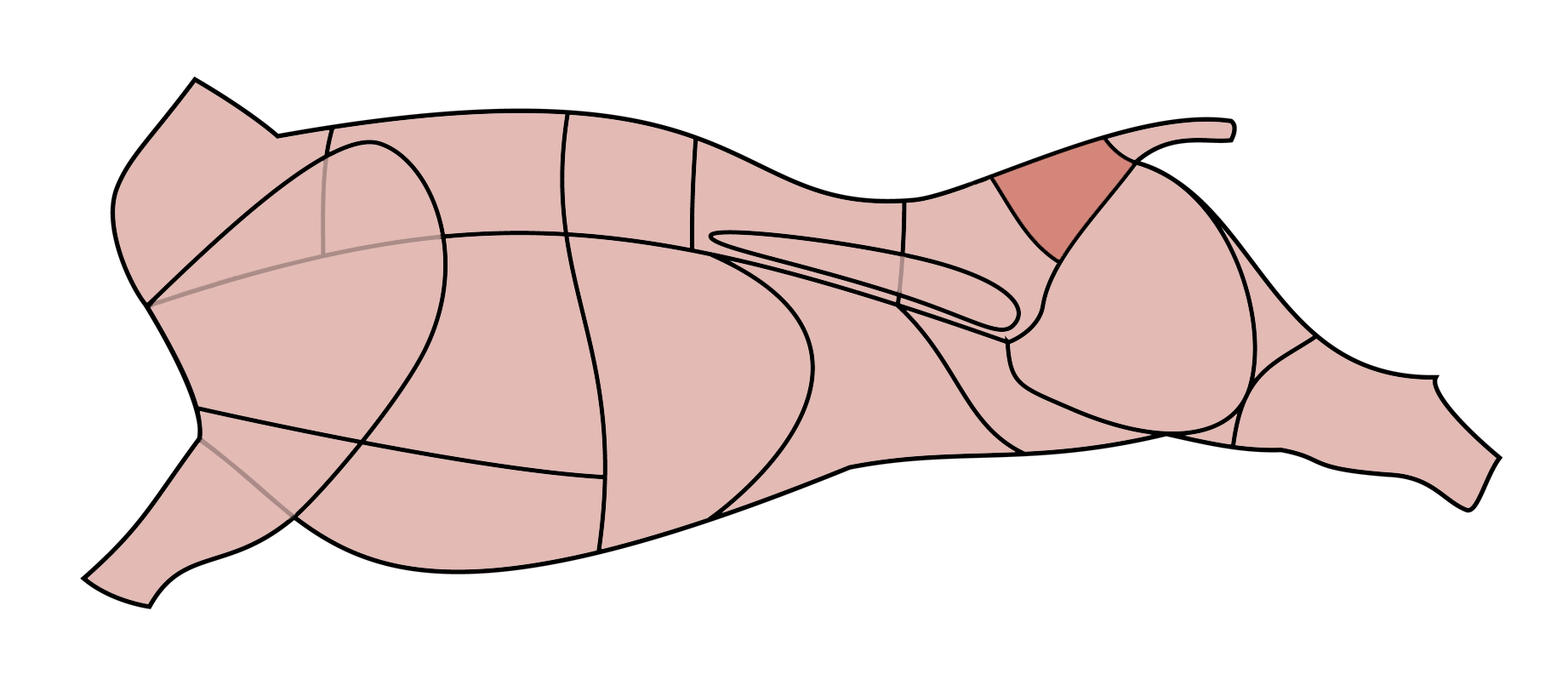
Lage des Tafelspitz, einem Teil des Schwanzstücks

Das Schwanzstück (regional auch bezeichnet als Unterschale, Semer, Bodenschlegel, Beinscherzel) ist ein hochwertiges Teilstück der Keule vom Rind.
Das Schwanzstück liegt auf der Körperaußenseite (Fleischseite) unterhalb der auf der Innenseite befindlichen Oberschale. Es grenzt mit seinem vorderen Bereich an die Hüfte, mit dem unteren Bereich an die Kugel und im hinteren Bereich an die Hesse (Beinfleisch).
Das Schwanzstück kann in folgende vier Teilstücke weiter zerlegt werden:
- Der Tafelspitz ist die vordere, an die Hüfte grenzende, dünn auslaufende Spitze des Schwanzstücks, die auf ihrer hautzugewandten Seite von einer Fettgewebsschicht überzogen ist.
- Das Eckschwanzstück ist das größere der beiden Mittelstücke; es liegt direkt unter der Oberschale.
- Als Schwanzrolle (Rolle, Semerrolle) wird das kleinere,  lang gestreckte, außen liegende Mittelstück bezeichnet.
- Das Rosenstück (Rose) bildet das bindegewebsreiche Übergangsstück zur Hesse (Unterschenkel). Im Rosenstück liegt die Achillessehne (der so genannte Rosenstrang).

Das Schwanzstück ist zum Schmoren, Braten, Kochen und für Geschnetzeltes geeignet.
Tafelspitz heißt auch ein Gericht der Wiener Küche aus gekochtem Schwanzstück.
In Brasilien wird das Schwanzstück – etwas anders zugeschnitten – Picanha genannt und gerne als Churrasco zubereitet.